# Stephanitis pyri
Stephanitis pyri är en insektsart som först beskrevs av Fabricius 1775.  Stephanitis pyri ingår i släktet Stephanitis och familjen nätskinnbaggar. Inga underarter finns listade i Catalogue of Life.